# Lisboa (album)
Pour les articles homonymes, voir Lisboa.
Albums de Madredeus
Existir
(1990) O espirito da paz
(1994)
Lisboa est un album en public du groupe portugais Madredeus enregistré au Coliseu dos Recreios de Lisbonne et sorti en 1992.

## Titres de l'album
Disques 1
1. Matinal - 3:06
2. A cidade - 4:30
3. A península - 3:54
4. Cuidado - 4:06
5. O ladrão - 3:34
6. O pomar das laranjeiras - 4:29
7. Mudar de vida - 1:29
8. Canto de embalar - 2:35
9. O navio - 6:25
10. O pastor - 3:31
11. As Ilhas dos Açores - 5:20
12. A vontade de mudar - 2:37

Disque 2
1. A cantiga do campo - 5:28
2. Amanhã - 4:16
3. A sombra - 5:30
4. Solstício - 4:08
5. A estrada do monte - 3:26
6. A vaca de fogo - 4:06
7. A confissão - 3:06
8. As montanhas - 2:39
9. O menino - 3:47
10. Fado do mindelo - 3:48
11. O pastor - 3:20

## Musiciens
- Teresa Salgueiro - chant
- Luisa Amaro (pt) - guitare acoustique
- Gabriel Gomes - accordéon
- Rodrigo Leão - percussions
- Pedro Ayres Magalhães (pt) - guitare acoustique
- Carlos Paredes - guitare
- Francisco Ribeiro (pt) - violoncelle